# هنریک اشیم
هنریک اشیم (انگلیسی: Henrik Asheim؛ زادهٔ ۲۱ اوت ۱۹۸۳) سیاستمدار اهل نروژ و عضو حزب محافظه‌کار نروژ است.